# Србска акција
Србска акција  је ултранационалистички и клерофашистички покрет, активан у Србији од 2010.

## Идеологија
Идеали Србске акције су у великој мери засновани на учењу југословенског и српског политичара Димитрија Љотића, вође националистичког, конзервативног и монархистичког покрет Збор. Православље се види као један од главних стубова друштва. Оштро су против секуларизма, залажући се за обнову православне монархије која би била „изражена кроз заветну српску вертикалу: Бог – Краљ – Домаћин". Већа сарадња између хришћанских православних народа представљена је као алтернатива ЕУ интеграцијама. Србска акција такође има снажне антидемократске ставове и изражава идеју парламента састављеног од представника професија, а не од представника политичких партија. Сматрајући себе паневропским и антиционистички, њихове акције су против мултикултурализма, промоције ЛГБТ права и легализације дрога и за очување српског народа и његовог биолошког опстанка.
Штавише, Србска акција се представља као трећепозициона и као православни хришћански револуционарни националистички покрет, тврдећи да су национализам и борба за социјалну правду повезани.
Активисти Србске акције се подстичу да се духовно и физички усавршавају, а све у циљу да постану „политички војник “.
Организацију често у медијима, политички противници и поједини посматрачи описују као неофашистичку или неонацистичку. Међутим, други академици сугеришу да се оптужбе за неонацизам заснивају на чињеници да Србска акција користи келтски крст и показује симпатије према Димитрију Љотићу и Милану Недићу, иако је њена идеологија првенствено хришћанска и националистичка; тако да би Србска акција радије била упоредива са Образом, са неким неонацистичким аспектима унутар организације.

## Историја
Србску акцију је основао млади правник који је дипломирао на Правном факултету Универзитета у Београду почетком 2010.
Србска акција постала је познатија јавности крајем 2014. године, када су власти ухапсиле неке од њихових чланова због говора мржње, дељења летака против нелегалних насеља Рома и позивања на линч. Пропаганду мржње Србске акције најоштрије је осудила српска политичка класа, а у врху државе Кори Удовички, потпредседница владе. Ове 2014. године група крајње деснице окупила је педесетак чланова и симпатизера, углавном студената од 20 до 32 године.
Након избијања грађанских немира у Украјини, пар активиста Србске акције се пријавило и борило у Донбасу. Они су критиковали српску владу што толерише волонтирање људи у ИСИС-у, али прогони добровољце из Украјине.
Чланови Србска акција су 2014. године присуствовали годишњем пољском маршу подршке српској тврдњи о Косову, под називом „Kosowo jest serbskie“ (Косово је Србија).
У мају 2014. године, током великих поплава, активисти Србске акције волонтирали су са залихама и људима да помогну онима који су погођени трагедијом.
Србска акција је 11. јула на свом сајту објавила текст "Ђенерале, хвала ти!", захваљивање Ратку Младићу за ослобођење Сребренице, где кажу да је масакр 5.000 Бошњака западна антисрпска пропаганда.
Србска акција је 22. марта 2015. присуствовала руском међународном конзервативном форуму.
Србска акција је активна и на универзитетима, организујући митинге и протесте. Власт је забранила њихове састанке на тему комунистичких злочина, на шта је Србска акција тврдила да су комунисти и њихове репресије и даље присутни на универзитетима.
2015. године организовали су студентски марш поводом обележавања 20 година од операције Олуја и протеста због њеног обележавања у Хрватској. Хиљаде људи је присуствовало маршу.
Србска акција је на врхунцу имигрантске кризе у Европи позвала на протест против имиграције и тражилаца азила. Протест је забранила српска полиција, која је спречила било кога да присуствује.
Србска акција је 19. септембра организовала марш са слоганом " За здраву Србију ". Био је то контра-марш ЛГБТ паради. Присуствовало је око хиљаду људи.
Познати су по величању Милана Недића, вође српске марионетске владе током Другог светског рата, који је сарађивао са Немцима и био одговоран за прогон Јевреја и српских комуниста током рата. У фебруару 2018. чланови Србске акције били су међу 50-ак активиста екстремне деснице који су протестовали у Београду у знак сећања на Недића, чији потомци траже рехабилитацију.

## Међународна сарадња
Србска акција има јаку сарадњу са грчком националистичком партијом Златна зора. Они су размењивали посете на маршевима и подржавали једни друге. Активисти Србске акције су 2013. године демонстрирали и делили пропагандни материјал подршке прогањаним члановима Златне зоре. Исте године, представник Златне зоре придружио се и подржао поход Србске акције. Србска акција је 2015. честитала Златној зори на резултату од 7,5% гласова.